# نيكولاس غوميز
نيكولاس غوميز (بالإسبانية: Nicolás Gómez)‏ هو لاعب كرة قدم أرجنتيني، ولد في 3 ديسمبر 1992 في محافظة سانتياغو ديل استيرو في الأرجنتين. لعب مع ريفر بليت.

## وصلات خارجية
- نيكولاس غوميز على موقع قاعدة بيانات كرة القدم.إي يو (الإنجليزية)
- نيكولاس غوميز على موقع Soccerway.com (الإنجليزية)